# Lądowisko Pawłowiczki
Lądowisko Pawłowiczki – wielofunkcyjne lądowisko w Pawłowiczkach, w gminie Pawłowiczki, w województwie opolskim, ok. 22 kilometrów na południowy zachód od Kędzierzyna-Koźla. 

## Informacje o lądowisku
Lądowisko powstało w 2013 roku. Figuruje w ewidencji lądowisk Urzędu Lotnictwa Cywilnego pod poz. 167 (nr ewidencyjny 191).
Lądowisko należy do przedsiębiorstwa Karol Kania i Synowie sp. z o.o..

### Dane lądowiska
- Położenie: 50° 14' 41.1" N, 18°01'25.0" E
- Kierunek lądowania (GEO): 027/207
- Wymiary pasa: 631 × 44 m
- Elewacja: 249 m / 818 ft (n.p.m.)
- Jedna trawiasta droga startowa oznakowana.

Źródło